# Orcera
Orcera là một đô thị trong tỉnh Jaén, Tây Ban Nha. Theo điều tra dân số 2005 (INE), đô thị này có dân số là 2117 người.
38°19′B 02°39′T / 38,317°B 2,65°T